# Коронель-Ов'єдо

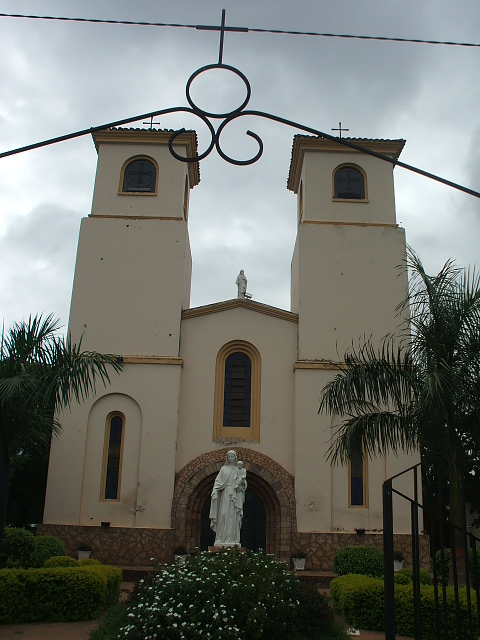
Церква міста Коронель-Ов'єдо

25°25′ пд. ш. 56°27′ зх. д. / 25.417° пд. ш. 56.450° зх. д.
Коронель-Ов'єдо (ісп. Coronel Oviedo) — місто в Парагваї, розташоване за 150 км на схід від Асунсьйону, столиця департаменту Кааґуасу.
Населення міста становить 52 400 мешканців (2006, оцінка), у цьому місті народився президент країни Ніканор Дуарте. Коронель-Ов'єдо є важливим транзитним центром, що лежить на півшляху між Асунсьйоном і Сьюдад-дель-Есте, на перехресті автошляхів 2 і 8.
Місто було засноване в 1758 році як Nuestra Señora del Rosario de Ajos — «Богородиця Росаріо Часникова», через значні обсяги вирощування часнику в районі. Нині в місті розвинені: сільське господарство (вирощують апельсини, тютюн, цукрову тростину), лісова, паперова промисловість, тваринництво.
Серед місцевих пам'яток — католицький собор.